# Singarva
Singarva è una suddivisione dell'India, classificata come census town, di 9.884 abitanti, situata nel distretto di Ahmedabad, nello stato federato del Gujarat. In base al numero di abitanti la città rientra nella classe V (da 5.000 a 9.999 persone).

## Società

### Evoluzione demografica
Al censimento del 2001 la popolazione di Singarva assommava a 9.884 persone, delle quali 5.170 maschi e 4.714 femmine. I bambini di età inferiore o uguale ai sei anni assommavano a 1.578, dei quali 846 maschi e 732 femmine. Infine, coloro che erano in grado di saper almeno leggere e scrivere erano 5.879, dei quali 3.572 maschi e 2.307 femmine.